# Siège de Rastane
Pour les articles homonymes, voir Bataille de Rastane.
Guerre civile syrienne
Batailles
Le siège de Rastane est une opération lancée par les forces armées syriennes contre des manifestants dans la ville de Rastane entre le 28 mai et le 4 juin 2011, dans le cadre de la guerre civile syrienne. L'opération s'est déroulée conjointement avec une autre lancée sur la ville voisine de Talbiseh, elle a pour but de reprendre le contrôle de la ville aux manifestants anti-Assad. Le siège de la ville débute à la suite de manifestations contre le gouvernement dans cette ville du gouvernorat de Homs située à 20 kilomètres au nord de Homs et peuplée de 50 000 habitants.
Différents témoins affirment que l'armée intervient avec des chars et bombarde la ville. L'enquête de Human Rights Watch relève des atteintes aux droits humains perpétrées par les forces gouvernementales : « Tirer sur des manifestants non armés; arrestations arbitraires; pillage ».
Durant l'opération qui s'est traduite par la fin des manifestations, l'armée syrienne a rencontré une opposition armée. Selon l'opposition, il s'agit de la première fois que des armes à feu sont utilisées en réponse à la répression gouvernementale depuis le début de la révolte à la mi-mars 2011.

## Contexte
Mi-avril, les dernières manifestations en date contre le gouvernement ont lieu principalement à Homs et dans les villes voisines de Rastane et Talbissé. Le 29 avril, environ 50 membres du parti Baas démissionnent à Rastane. Alors que les noms des démissionnaires étaient lus à haute voix lors d'une manifestation, les services secrets auraient tiré et tué 17 manifestants,. Human Rights Watch comptabilise 30 meurtres.
Le 4 mai, des habitants de Rastane signalent que des chars et des véhicules blindés sont déployés à la limite nord de la ville et à 15 km au sud, après que les résidents de la ville ont refusé la demande d'un officiel du parti Baas de lui remettre des centaines d'hommes en échange que les chars restent en dehors de la ville. Les manifestants déboulonnent une statue de l'ancien président Hafez el Assad. En mai, les manifestations continuent à Rastane.
Selon CBS News, les informations concernant la Syrie sont parcellaires, le gouvernement ayant imposé des restrictions sur la couverture médiatique et expulsé les reporters étrangers. Selon The Washington Post, la plupart des journalistes étrangers ne peuvent se procurer un visa pour la Syrie, et ceux qui peuvent en obtenir un n'ont pas la possibilité d'opérer en Syrie librement.
Le 27 mai 2011, une vidéo décrivant la torture infligée pendant sa détention dans une prison syrienne à Hamza Ali al-Khatee, un jeune syrien de 13 ans, est publiée par la chaîne de télévision Al-Jazeera. Notamment son pénis a été coupé, ses rotules brisées, sa mâchoire brisée, son corps percé de balles tirées pour blesser et non tuer, et aussi brûlé avec des cigarettes. Hamza devient rapidement le nouveau symbole du mouvement de protestation en Syrie. Selon The Washington Post, ses traits enfantins redynamise le mouvement qui menaçait de partir à la dérive. En effet, les souffrances d'un individu peuvent motiver des citoyens ordinaires qui autrement ne pourraient pas descendre dans la rue pour s'opposer à leur gouvernement. Selon les activistes, le garçon a été capturé pendant une manifestation, puis torturé à mort avant que son corps ne soit rendu à sa famille quatre semaines plus tard. Selon le gouvernement, le garçon a été tué pendant une manifestation, mais remis avec retard à sa famille parcequ'il n'était pas identifié. Un médecin légiste a affirmé que le corps de l'enfant ne comportait pas de traces de torture.
Le 1er juin 2011, Human Rights Watch publie un rapport selon lequel « les meurtres systématiques et la torture par les forces de sécurité syriennes » à Deraa pouvaient être qualifiés de crimes contre l'humanité.

## Déroulement
Le vendredi 27 mai, une grande manifestation a lieu à Rastane. Le samedi 28 mai, l'armée entre dans les villes de Rastane et de Talbiseh. L'opération débute après que les communications (Internet, téléphones fixes et mobiles), l’électricité et l'eau sont coupées. Selon The Washington Post, il existe des explications conflictuelles concernant les circonstances de l'intervention de l'armée. Selon les activistes, cette dernière veut empêcher les manifestations. Selon les agences de presse pro-gouvernementales et un habitant des environs de Homs, qui s'est exprimé à condition de rester anonyme, le gouvernement a agi contre ces villes après que des rebelles armés ont tendu une embuscade à l'armée syrienne, pendant laquelle un officier a été tué et quarante soldats et officiers de police blessés.
Le dimanche 29 mai, les troupes syriennes épaulées par des chars mènent des opérations dans les deux villes.
Les comités de coordination locaux qui aident l'organisation des manifestations affirment que l'armée syrienne bombarde Talbiseh avec de l'artillerie lundi 30 mai tôt dans la mâtinée et que des soldats snipers ont été déployés sur les toits des mosquées. Selon un habitant qui a réussi à fuir la ville, un professeur d'université, les tirs ont commencé vers 5 heures du matin, se concentrant sur une colline au milieu de la ville, et les militaires se sont emparés de la principale clinique, une tactique habituelle lorsqu'ils reprennent le contrôle de centres urbains. Le témoin affirme que des milliers d'habitants ont fui les tirs de mitrailleuses et se sont réfugiés dans les villages voisins le dimanche soir profitant de quelques heures de répit, et que lundi matin des centaines ont été arrêtés en tentant de fuir.
D'après des activistes, des habitants de Rastane et Talbiseh décident de riposter le lundi 30 mai contre les attaques de l'armée en utilisant des armes automatiques et des lance-roquettes. Selon l'opposition, il s'agit des premiers actes d'opposition armée depuis le début de la révolte en Syrie,. Un habitant de Homs déclare que l'armée ne peut pas entrer dans les deux villes car elle y rencontre une opposition armée. Un activiste déclare qu'il est fréquent que les syriens possèdent chez eux des armes légères telles que des fusils et que depuis les dernières années des armes sont entrées en contrebande en Syrie en provenance de pays voisins comme le Liban et l'Irak. Un autre affirme que beaucoup d'armes ont été obtenues grâce à la défection de soldats du régime ou qui ont eu accès aux arsenaux militaires syriens.
D'après une agence de presse syrienne, le lundi 30 mai quatre soldats ont été tués et 14 blessés à Talbiseh. Selon l'agence Sana, deux soldats ont été tués à Rastane et les troupes ont saisi des armes et des munitions, et ont tué ou blessé « un certain nombre de terroristes armés ». Le même jour, Bachar al-Assad déclare une « amnistie générale » en Syrie pour tous les mouvements politiques y compris les Frères musulmans, illégaux.
D'après l'avocat des droits de l'homme Razan Zaitouna, une fillette de 4 ans fait partie des 41 civils tués à Rastane le 31 mai 2011.
Selon les médias d’État, 3 soldats sont tués à Rastane le 1er juin 2011, et 7 autres blessés.
Selon des activistes, le 3 juin l'armée syrienne pilonne le centre-ville avec de l'artillerie et des mitrailleuses, faisant au moins deux morts durant leur dernier assaut. D'après le Centre de documentation des violations en Syrie, des snipers tuent six personnes ce jour-là. Des activistes locaux déclarent à Human Rights Watch qu'ils sont certains que les snipers faisaient partie des forces de sécurité gouvernementales. D'autres déclarent par ailleurs que l'armée et les forces de sécurité ont utilisé des mitraillettes, prenant d'assaut des maisons pour effectuer des arrestations. Les comités de coordinations locaux, qui aident à organiser et documenter les manifestations contre le régime en Syrie, déclarent que les troupes assaillantes ont tiré sur les habitants qui tentaient de fuir le bombardement de Rastane. Cela porte le nombre de morts à 74 depuis le 27 mai à Rastane et Talbiseh. Le Centre de documentation des violations en Syrie en comptabilise 75. Selon des entretiens menés par Human Rights Watch entre le 28 juin et le 4 août 2011 avec 15 habitants et activistes locaux de Rastane, l'armée a pilonné pendant son intervention des mosquées, un cimetière, la principale boulangerie de la ville et plusieurs maisons, ouvrant aussi le feu sur des gens dans les rues. Plusieurs des personnes tuées l'étaient par armes à feu, les blessures par balle étant identifiées par les proches des victimes lors des enterrements. Les vidéos étudiées par Human Rights Watch confirment la présence de trous d'entrée de balle dans les corps. Selon un témoin, les militaires tiraient au hasard.
Le 4 juin, deux personnes de l'opposition sont tuées par des tirs de mitrailleuse. L'armée quadrille la ville et les combats prennent fin.

## Enquête de Human Rights Watch publiée en décembre 2011
Dans cette enquête, la ville de Rastane est citée plusieurs fois. Cette enquête se base sur des entretiens avec 63 transfuges de l'armée ou des services de renseignement syriens. Tous les déserteurs ont été interrogés longuement et séparément. Ces entretiens ne laissent aucun doute sur le fait que les exactions commises en Syrie depuis le début de la révolte mi-mars 2011 ont été ordonnées ou cautionnées par les plus hautes instances militaires ou civiles syriennes. Ces dernières ont ordonné d'utiliser une force meurtrière contre les manifestants, d'arrêter illégalement, de frapper et torturer les détenus. Les malfaiteurs ayant participé à de telles opérations affirment avoir effectué les arrestations soit à partir de listes de personnes recherchées qu'ils avaient reçues de leurs commandants, soit de façon plus générale sur ordre d'arrêter les manifestants ou les habitants de certains quartiers. Les déserteurs interrogés par HRW décrivent « des arrestations arbitraires à grande échelle lors de manifestations et à des points de contrôle, ainsi que des opérations de « balayage » dans des quartiers résidentiels de plusieurs gouvernorats ».
A Rastane, les atteintes spécifiques aux droits humains relevées par Human Rights Watch sont les suivantes : « Tirer sur des manifestants non armés; arrestations arbitraires; pillage ». 
Un témoin, soldat du 324ème bataillon, de la 167ème brigade, de la 18ème division, affirme que le commandant de sa brigade, le brigadier général Ali Mohamed Hamdan, a déclaré que les ordres d’envahir la ville de Rastane venaient « directement de Président Bachar al-Assad ».
Un officier affirme qu'un agent de sécurité du gouvernement a tué un soldat de son unité à la mi-mai à Rastane, car ce soldat refusait d'obéir aux ordres. Cet officier déclare : « Nous savions que si nous refusions de tirer, nous serions tués. Les agents du renseignement étaient derrière nous au point de contrôle. Lorsque mon ami, Yousef Khad, a remis en question l'ordre de tirer sur les manifestants, un agent du renseignement de l'armée de l'air l'a tiré dans le dos. Certains soldats ont ouvert le feu sur les agents du renseignement et trois autres soldats d'un autre bataillon ont été tués. Les agents n'ont pas été blessés. ils se cachaient derrière les chars. Nous avons tous eu très peur après cela, alors nous avons commencé à tirer sur les manifestants, en essayant de ne pas viser les gens. »
Human Rights Watch précise qu'en Syrie les soldats tués par les services de sécurité ne le sont pas toujours pour inciter par la peur les autres soldats à tirer sur les manifestants. Certains cas documentés montrent que des agents de la sécurité, des snipers, ont tué des soldats de loin pour faire croire que les tirs provenaient des manifestants. Il s'agissait de donner aux soldats l'impression qu'ils allaient affronter des individus armés.